# Do You Love Your Wife?
Do You Love Your Wife? (em português:  Você ama sua esposa?) é um curta-metragem norte-americano de 1919, do gênero comédia, estrelado por Harold Lloyd.

## Elenco

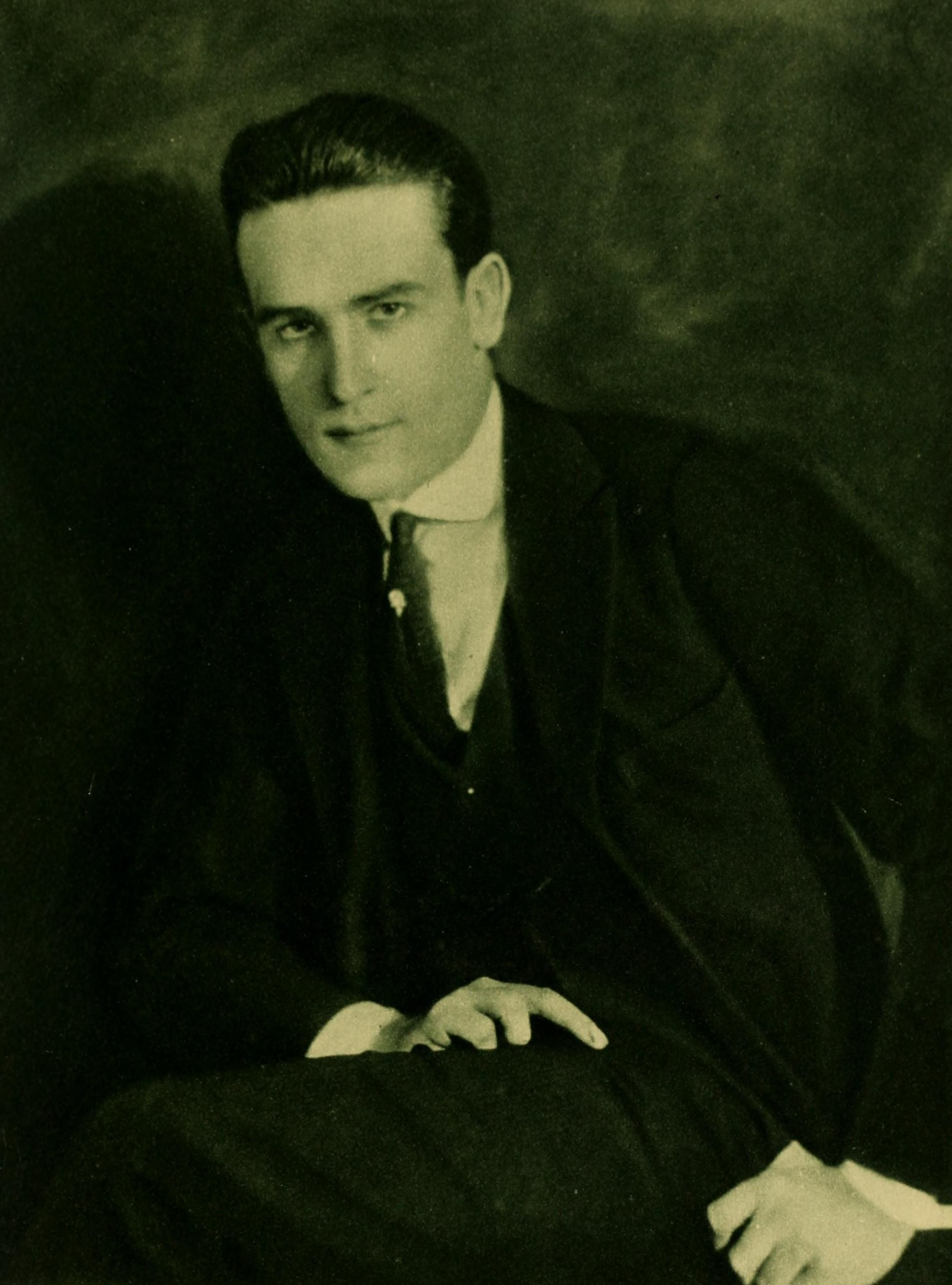
Harold Lloyd

- Stan Laurel
- Bunny Bixby
- Mary Burns
- Mildred Forbes
- William Gillespie
- Bud Jamison
- Gus Leonard
- Belle Mitchell
- Marie Mosquini
- Lois Neilson
- James Parrott
- William Petterson
- Charles Stevenson
- Dorothea Wolbert
- Noah Young